# Pomnik Latarnia w Zakroczymiu
Pomnik Latarnia w Zakroczymiu – pomnik w formie latarni ulicznej na cokole zlokalizowany w centrum Rynku w Zakroczymiu (województwo mazowieckie).
Obiekt postawiono w latach 20. XX wieku dla uczczenia pamięci powstańców styczniowych. Został zniszczony przez okupantów niemieckich w 1939. Odbudowano go w 1965 z okazji obchodów 900-lecia Zakroczymia.
Pomnik składa się z trapezoidalnego cokołu i osadzonej na nim ozdobnej latarni z godłem polskim, herbem Ziemi Zakroczymskiej, herbem miasta i Gwiazdą Wytrwałości. Na cokole posadowiono dwie tablice pamiątkowe:
- powstańcom z roku 1863 oraz "Bojownikom o wolność w latach 1939-1945",
- "W 1965 na miejscu dawnego Ratusza wzniesiono ten pomnik w 900-lecie istnienia Zakroczymia"[1].

Trzon latarni stanowi dawny słup trakcyjny Tramwajów Warszawskich.